# Kleingebiet Keszthely-Hévíz
Das Kleingebiet Keszthely-Hévíz (ungarisch Keszthely–Hévízi kistérség) war eine ungarische Verwaltungseinheit (LAU 1) innerhalb des Komitats Zala. Im September 2007 wurde es aufgeteilt in das Kleingebiet Hévíz und das Kleingebiet Keszthely.
Der Verwaltungssitz war in der Stadt Keszthely.

## Gemeinden
| Alsópáhok       | Balatongyörök     | Bókaháza   | Cserszegtomaj | Dióskál      |
| Egeraracsa      | Esztergályhorváti | Felsőpáhok | Gétye         | Gyenesdiás   |
| Hévíz           | Karmacs           | Keszthely  | Nemesbük      | Rezi         |
| Sármellék       | Szentgyörgyvár    | Vállus     | Várvölgy      | Vindornyafok |
| Vindornyalak    | Vonyarcvashegy    | Zalaapáti  | Zalaköveskút  | Zalaszántó   |
| Zalaszentmárton | Zalavár           |            |               |              |

Koordinaten: 46° 46′ N, 17° 12′ O